# Begeleid zelfstandig leren
Begeleid Zelfstandig Leren, of kortweg BZL, is een onderwijsmethode waarbij de sturing van het leerproces gedeeld wordt door leerling en leraar. De leraar treedt op als coach voor de leerling. Bij BZL wordt vaak gebruikgemaakt van e-learning, zoals bij begeleid individueel studeren van het Vlaams Ministerie van Onderwijs en Vorming.

## Rol van de leerling
- leert de leerstof zelf verwerven en verwerken;
- leert zelf plannen;
- leert zichzelf evalueren;
- bepaalt zijn eigen tempo;
- bepaalt wat, waar, wanneer en hoe;
- neemt de verantwoordelijkheid voor zijn leerproces.

## Rol van de leraar
- zorgt voor de nodige informatie en het materiaal zodat leerlingen zelfstandig aan de slag kunnen;
- zorgt voor een afwisseling van werkvormen om het leren te ontwikkelen;
- begeleidt het leerproces van de leerlingen;
- stimuleert het leren van de leerlingen.